# Le Coudray
Le Coudray é uma comuna francesa na região administrativa do Centro, no departamento de Eure-et-Loir. Estende-se por uma área de 5,52 km², com 2 884 habitantes, segundo os censos de 1999, com uma densidade de 522 hab/km².